# Estación Aeroparque
Aeroparque iba a ser el nombre de una estación ferroviaria que iba a ser construida en la Línea Belgrano Norte de la red de ferrocarriles metropolitanos de Buenos Aires, Argentina.
Las obras de la nueva estación iban a estar a cargo de la Administración de Infraestructuras Ferroviarias del Ministerior del Interior y Transporte. Su plazo de ejecución iba a ser durante los años 2014 y 2015. En julio de 2015 se dieron por finalizados los planes para tal construcción.

## Ubicación
Iba a estar ubicada en el barrio de Palermo, dentro de la ciudad de Buenos Aires, en inmediaciones del Aeroparque Jorge Newbery, del cual derivaría su nombre.

## Características
La estación contaría con dos andenes y tres vías. El primer andén sería lateral y serviría de parada para las formaciones ascendentes. El segundo sería isla, por lo que contaría con dos vías. Una de ellas correspondería a las formaciones habituales rumbo a Retiro, mientras que la otra -elevada- sería utilizada por una formación especial para pasajeros del Aeropuerto.
Los andenes estarían conectados entre sí y con el Aeroparque mediante un túnel peatonal, en donde se encontrarían las boleterías y demás servicios para los pasajeros. El túnel desembocaría en un centro de trasbordo de buses dentro de la zona de cargas, aunque en una segunda etapa se iba a proyectar prolongarlo hasta el edificio de la aeroestación.